# 493 (số)
493 (bốn trăm chín mươi ba) là một số tự nhiên ngay sau 492 và ngay trước 494.